# ヴィゴツキーの障害学業績目録
ヴィゴツキーの障害学業績目録では、ヴィゴツキーの障害学に関する論文リストを公表年ごとに示す。

## 公表年順一覧

### 1924年
1.『視覚障害児・聴覚障害及び発声障害児・知的障害児教育の諸問題』エリ・エス・ヴィゴツキー編集（モスクワ、教育人民委員部未成年社会権利保護部出版、1924年、157頁）
2.『子どもの障害性の心理学と教育学について』（1.のpp.5-30。雑誌『障害学』1974年3号、pp.71-76〈再録、但し一部省略〉）
3.〔序文〕『視覚障害児・聴覚障害及び発声障害児・知的障害児教育の諸問題』（1.のpp.3-4）
4.『身体障害児の教育原理』〔1924年12月、未成年者の社会的権利保護第2回大会における報告〕（雑誌『国民教育』1925年1号、pp.112-120。『身体障害児教育の道』モスクワ、教育人民委員部社会権利保護部出版、1926年、pp.7-22、第2版）

### 1925年
5.〔書評〕『補助学校について』（ア・エヌ・グラボロフ『補助学校』レニングラード、国立図書出版、1925年。雑誌『国民教育』1925年9号、pp.170-171）
6.『聴覚障害及び発声障害児の社会的教育の原理』（エリ・エス・ヴィゴツキー私蔵、1925年、原稿26頁）
7.『ロシアにおける聴覚障害及び発声障害児の社会的教育の原理』（『聴覚障害教育国際会議』ロンドン、1925年、pp.227-237）

### 1927年
8.『障害と超補償』『知的障害、視覚障害、聴覚障害及び発声障害』（『非識字を清算せよ』モスクワ、1927年、pp.51-76）

### 1928年
9.『子どもの文化的発達の異常』〔1928年4月28日、国立第二モスクワ大学附属教育学研究所障害学部の会議における報告〕（雑誌『障害学の諸問題』1929年〈カバー1930年〉2号〈8号〉、pp.106-107）
10.『病気の子ども』（『教育学百科事典』第2巻、1928年、pp.396-397）
11.『意志とその障害』（『大医学百科事典』第5巻、1928年、pp.590-600）
12.『視覚障害、聴覚障害及び発声障害児の教育』（『教育学百科事典』第2巻、1928年、pp.395-396）
13.『障害と補償』（『教育学百科事典』第2巻、1928年、pp.391-392）
14.『障害者』（『教育学百科事典』第2巻、1928年、p.396）
15.『子どもの性格のダイナミックスに関する問題について』（『児童学と教育』モスクワ、「教育者」出版、1928年、pp.99-119）
16.『知的障害児の児童期の長さの問題について』〔1928年12月18日、国立第二モスクワ大学附属教育学研究所障害学部の会議における報告〕（雑誌『障害学の諸問題』1929年2号、p.111）
17.『知的障害児の研究法』〔第1回全ロシア補助学校活動家代表者会議の報告のテーゼ〕（ソ連邦教育科学アカデミー科学研究所記録、1928年、原稿1頁）
18.『ソビエト教育学と外国の教育学の辻々に』（『障害学の諸問題』1928年1号、pp.18-26）
19.『子どもの文化的発達の問題』（エリ・エス・ヴィゴツキー私蔵、1928年、原稿81頁）
20.『聴覚障害及び発声障害児の養育と教授の心理学的基礎』（『教育学百科事典』第2巻、1928年、p.395）
21.『視覚障害児の養育と教授の心理学的基礎』（『教育学百科事典』第2巻、1928年、pp.394-395）
22.『障害児の教育の精神生理学的基礎』（『教育学百科事典』第2巻、1928年、pp.392-393）
23.『困難児の発達とその研究』（『ソ連邦における児童学の基本的諸問題』モスクワ、1928年、pp.132-136）
24.『障害児と正常児』（『教育学百科事典』第2巻、1928年、p.398）
25.『障害児の教育の社会心理学的基礎』（『教育学百科事典』第2巻、1928年、pp.393-394）
26.『障害の3つの基本的タイプ』（『教育学百科事典』第2巻、1928年、p.392）
27.『困難児』〔1928年3月4日、講義速記録〕（ソ連邦教育科学アカデミー障害学研究所記録、9頁）
28.『知的障害児』（『教育学百科事典』第2巻、1928年、pp.397-398）

### 1929年
29.『障害児について』〔報告演説〕（『障害学の諸問題』1929年〈カバー1930年〉2号〈8号〉、pp.108-112）
30.『困難児の分野における児童学的研究計画の基本的命題』（『児童学』1929年3号、pp.333-342）
31.『現代障害学の基本的諸問題』〔国立第二モスクワ大学附属教育学研究所障害学部における報告〕（『国立第二モスクワ大学紀要』1929年、第1巻、pp.77-106）
32.『正常児と障害児の文化的発達の概説』〔歴史〕（『ソ連邦教育科学アカデミー障害学研究所記録』1929年。原稿『書きことばの前史』〈原稿の章〉。エリ・エス・ヴィゴツキー『教授過程における子どもの知的発達』モスクワ＝レニングラード、教育図書出版所、1935年、pp.73-95）

### 1930年
33.『障害学の諸問題』1930年6号、157頁。エリ・エス・ヴィゴツキー、デ・イ・アズブーキン、エリ・ヴェ・ザンコフ共編
34.『聴覚障害及び発声障害児の言語発達と教育の問題について』〔第2回全ロシア聴覚障害及び発声障害学校活動家代表者会議の報告のテーゼ〕（『ソ連邦教育科学アカデミー障害学研究所記録』1930年、2頁）
35.『障害児と教育困難児の文化的発達』〔第1回人間の行動研究大会、1930年2月1日〕（『ソ連邦における精神神経学』モスクワ＝レニングラード、医学図書出版、1930年、pp.195-196）

### 1931年
36.『困難児の発達診断と児童学的臨床』（モスクワ、実験障害学研究所出版、1936年、78頁）
37.『高次心理機能の発達史』（モスクワ、ロシア共和国教育科学アカデミー出版、1960年、pp.13-223）
38.『知的障害児の発達における補償過程に関する問題について』〔補助学校活動家代表者会議における報告速記録、1931年5月23日、レニングラード〕（エリ・エス・ヴィゴツキー私蔵、48頁）
39.『障害児の発達要因としての集団』（『障害学の諸問題』1931年、1-2号、pp.8-17。3号、pp.3-18）
40.〔序文〕『聴覚障害及び発声障害児の行動と教育の特性の概説』（ヤ・カ・ツペィフェル『聴覚障害及び発声障害児の行動と教育の特性の概説』モスクワ＝レニングラード、教育図書出版、1931年、pp.3-5）
41.『困難児』（国立モスクワ大学教育学部出版、1928-1931年、45頁）

### 1932年
42.『統合失調症の心理学の問題について』（『ソビエト神経病理学、精神病理学、精神衛生学』1932年、第1巻第8集、pp.352-364）
　 『統合失調症における概念の崩壊』（『エリ・エス・ヴィゴツキー心理学研究選集』モスクワ・ロシア共和国教育科学アカデミー出版、1956年、pp.481-496）
43.『統合失調症の心理学の問題について』〔統合失調症の理論と実践の問題に関する代表者会議の報告、モスクワ、1932年6月〕（『統合失調症の現代の諸問題』モスクワ、医学図書出版、1933年、pp.19-28）《内容においては、この論文は42.の論文と異なる》
44.〔序文〕『重度知的障害児の養育と教授』（イェ・カ・グラチョーワ『重度知的障害児の養育と教授』モスクワ＝レニングラード、教育図書出版、1932年、pp.3-10。『障害学』1969年1号、pp.83-87）
45.『視覚障害児』（エリ・エス・ヴィゴツキー私蔵、1932年、原稿3頁）

### 1933年
46.『教授との関連における学童の知的ダイナミックス』〔ブーブノフ記念教育大学障害学講座の会議における報告の速記録、1933年12月23日〕（エリ・エス・ヴィゴツキー『教授過程における子どもの知的発達』モスクワ＝レニングラード、国立図書出版所、1935年、pp.33-52）
47.『正常児と障害児の知的発達のダイナミックスに関する問題について』〔ブーブノフ記念教育大学講義速記録、1933年12月23日〕（エリ・エス・ヴィゴツキー私蔵）
48.『教育課程の児童学的分析について』〔実験障害学研究所での報告速記録、1933年3月17日〕

### 1934年
49.『ピック病型認知症に関する問題について』（『ソビエト神経病理学、精神病理学、精神衛生』1934年、第3巻第6集、pp.97-136。ゲ・ヴェ・ビレンバウム、エヌ・ヴェ・サムーヒンと共著）
50.『思考と言語』（モスクワ＝レニングラード、社会実験出版所、1934年、323頁。『エリ・エス・ヴィゴツキー心理学研究選集』モスクワ、ロシア共和国教育科学アカデミー出版、1956年、pp.39-386）
51.『学齢期における教授と知的発達の問題』（エリ・エス・ヴィゴツキー『教授過程における子どもの知的発達』モスクワ＝レニングラード、教育図書出版、1935年、pp.3-19）
52.『高次心理機能の発達と崩壊の問題』〔実験医学研究所の代表者会における報告、1934年4月28日〕（エリ・エス・ヴィゴツキー『高次心理機能の発達』モスクワ、ロシア共和国教育科学アカデミー出版、1960年、pp.364-383）《エリ・エス・ヴィゴツキーの最後の報告、死の一ケ月半前に書かれた》
53.『心理学と局在論』〔第1回ウクライナ精神神経学大会のための報告テーゼ〕（『第1回全ウクライナ神経病理学者と精神病理学者大会、報告のテーゼ』ハリコフ、1934年、pp.34-42）（エリ・エス・ヴィゴツキー『高次心理機能の発達』モスクワ、ロシア共和国教育科学アカデミー出版、1960年、pp.384-396）
54.『ピック病型認知症』（エリ・エス・ヴィゴツキー私蔵、1934年、原稿4頁）

### 1935年
55.『知的障害の問題』（『知的障害児』モスクワ、教育図書出版、1935年、pp.7-34）（『エリ・エス・ヴィゴツキー心理学研究選集』モスクワ、ロシア共和国教育科学アカデミー出版、1956年、pp.453-480）
56.『知的障害児』エリ・エス・ヴィゴツキー編集（モスクワ、教育図書出版、1935年、176頁）